# Dung hoa
Dung hoa (giản thể: 容华; phồn thể: 傛華) là một cấp bậc phi tần trong hậu cung phong kiến của các nước Đông Á như Trung Quốc và Việt Nam.

## Lịch sử

### Trung Quốc
Thời Hán Vũ đế, đặt các tước vị Tiệp dư, Nghinh nga, Dung hoa, Sung y. Trong đó, tước Dung hoa nhận lộc hai nghìn thạch, ngang với tước Đại thượng tạo.
Tấn Vũ đế đặt các tước Thục phi, Thục viện, Thục nghi, Tu hoa, Tu dung, Tu nghi, Tiệp dư, Dung hoa, Sung hoa có địa vị ngang với Cửu khanh, được gọi là Cửu tần.
Năm 456, Lưu Tống Hiếu Vũ đế tiến hành cải tổ hậu cung, lấy Tiệp dư, Dung hoa, Sung hoa, Thừa huy, Liệt vinh làm Ngũ chức, địa vị dưới Cửu tần. Năm 479, Tề Cao đế đưa Sung hoa trở lại Cửu tần. Trần Văn đế đổi về Ngũ chức.
Từ thời Tùy không đặt Dung hoa mà đặt Sung dung dưới Sung hoa, thuộc Cửu tần.

### Việt Nam
Thời Lê sơ, Quý phi đứng đầu hậu cung. Dung hoa là một trong Lục chức (Tiệp dư, Dung hoa, Tuyên vinh, Tài nhân, Lương nhân, Mỹ nhân), địa vị dưới Cửu tần. Sang thời Nguyễn thì bị bỏ dưới thời vua Minh Mạng.

## Danh sách

### Trung Quốc
- Dung hoa Chu Hoa (朱華), phi tần của Tấn Vũ đế, phong Dung hoa năm 277.
- Xạ dung hoa (謝容華), phi tần của Tống Văn đế, mẹ của Tống vương Lưu Sưởng.
- Nguyễn dung hoa (阮容華), phi tần của Tống Hiếu Vũ đế, mẹ của Lâm Giang vương Lưu Tử Tuy.[2]
- Đỗ dung hoa (杜容華), phi tần của Tống Hiếu Vũ đế, mẹ của Hoàng tử Lưu Tử Duyệt.[2]
- Nhạc dung hoa (樂容華), phi tần của Tề Vũ đế, mẹ của Nam Hải vương Tiêu Tử Hãn.
- Phan dung hoa (潘容華), phi tần của Trần Văn đế, mẹ của Tân An vương Trần Bá Cố.
- Dung hoa tần (容华嫔), họ Thổ Dục Hồn, phi tần của Ngụy Hiếu Vũ đế, em gái của Thổ Dục Hồn khả hãn Khoa Lã.